# Marzieh
Ashraf o-Sadat Mortezaie, conocida profesionalmente como Marzieh, (Teherán, 22 de marzo de 1924-París, 13 de octubre de 2010) fue una cantante iraní de música tradicional persa.

## Carrera
Marzieh comenzó su carrera en la década de 1940 en Radio Teherán y cooperó con algunos de los mejores compositores y letristas persas del siglo XX como Ali Tajvidi, Parviz Yahaghi, Homayoun Khorram, Rahim Moeini Kermanshahi y Bijan Taraghi. Marzieh también cantó con la Farabi Orchester, dirigida por Morteza Hannaneh, pionera de la música polifónica persa, durante los años sesenta y setenta. Con registro de mezzosoprano, su primera gran presentación pública fue en 1942, cuando, aunque todavía era una adolescente, desempeñó el papel principal de Shirin en el teatro de la ópera Jame Barbud en la opereta persa Shirin y Farhad.
Después de la Revolución Islámica de 1979, las actuaciones públicas y las transmisiones de álbumes de solistas fueron prohibidas por diez años. El ayatolá Jomeini había decretado: «Las voces de las mujeres no deberían ser escuchadas por hombres que no sean miembros de sus propias familias».
Ella le dijo al Daily Telegraph que para continuar su práctica vocal solía caminar de noche desde su casa en las colinas del norte histórico de Teherán, en el distrito de Niavaran, en su cabaña en las montañas, donde cantaba junto a una cascada rugiente: «Nadie podría escúchame. Canté a las estrellas y las rocas».
Tras la muerte de Jomeini, los mulás sucesores sugirieron que ella podría continuar cantando, siempre que ella se comprometiera a nunca cantar para hombres. Marzieh se negó, declarando: «Siempre he cantado solo para todos los iraníes», y en 1994, dejó Irán  para siempre debido a la represión política, construyendo su nuevo hogar en París.
Realizó varios conciertos en Los Ángeles, California y Royal Albert Hall (Londres) en 1993, 1994 y 1995. El compositor con sede en París, Mohammad Shams y el solista persa de tar Hamid Reza Taherzadeh fueron los principales músicos que trabajaron con Marzieh en el exilio. El canal francés «France 3» , un canal regional de noticias y entretenimiento, ha comparado la voz cantante de Marzieh con las legendarias cantantes Édith Piaf y Maria Callas. Por otro lado, la prensa europea también la comparó con Vanessa Redgrave y Melina Mercouri por su disposición a poner las creencias políticas y de derechos humanos por delante de su carrera, incluso de su propia seguridad.

## Fallecimiento

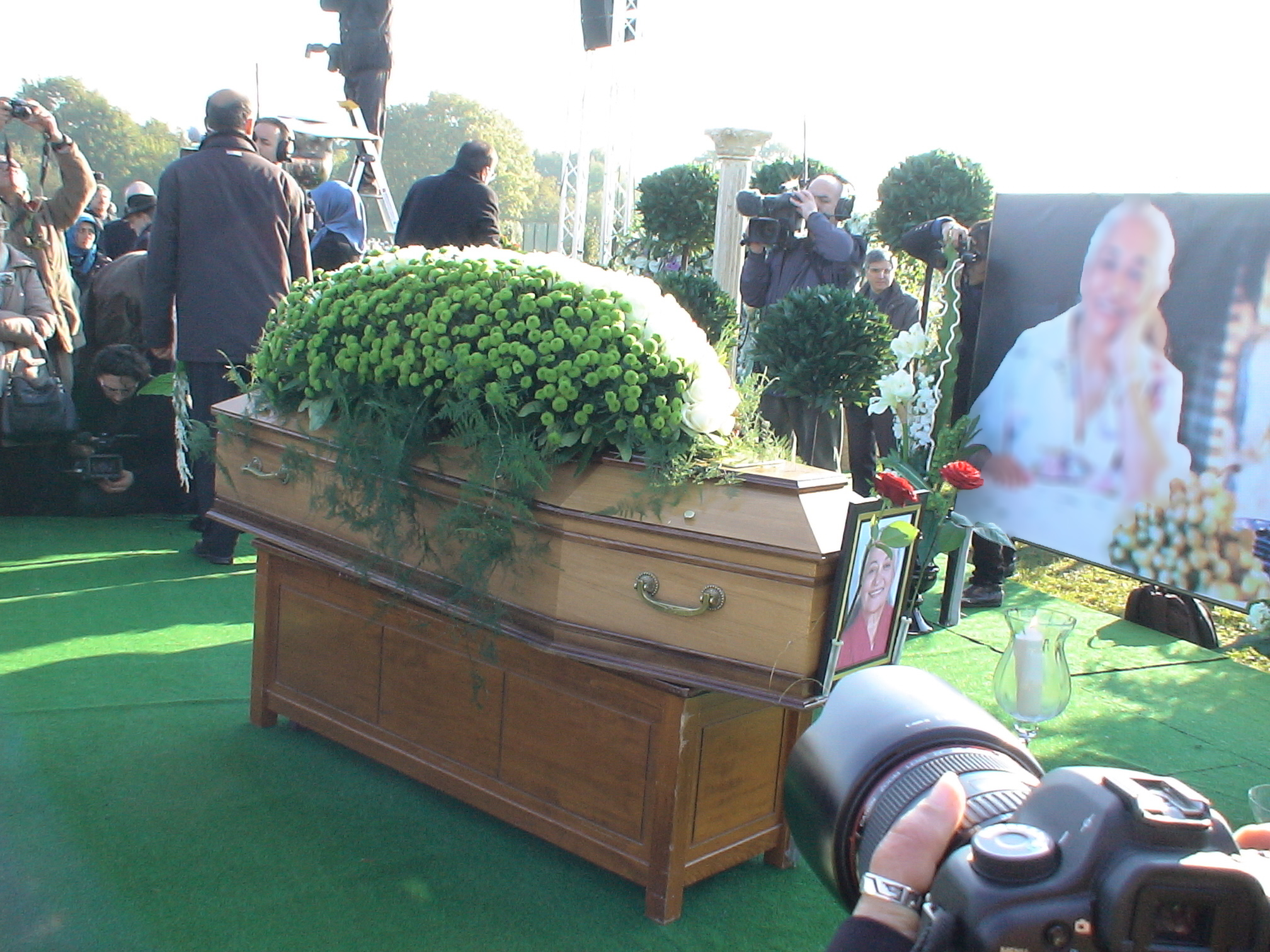
Funeral de la cantante Marzieh en el cementerio Auvers-sur-Oise, al norte de París.

Marzieh murió de cáncer en París el 13 de octubre de 2010, a la edad de ochenta y seis años. Maryam Rajavi, colíder de los Muyahidines del Pueblo de Irán, pronunció su discurso funerario.